# Frauenau
Frauenau je německá obec v zemském okrese Regen ve spolkové zemi Bavorsko. Nachází se na okraji Bavorského lesa. Centrum obce leží cca 8 km od hranic s Českou republikou. Obec je proslulá sklářská výrobou a sídlí tu i muzeum skla. První sklářská huť zde byla založena v roce 1420. Přehradní nádrž Frauenau byla vybudována v letech 1976 až 1982. Její velikost je údajně 90 ha.

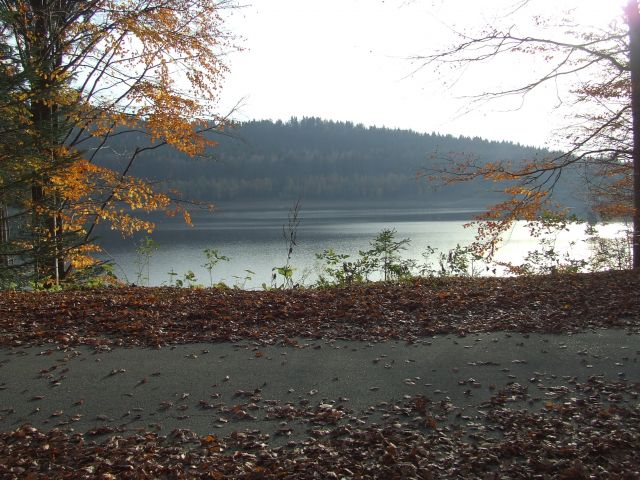
Frauenau - přehradní nádrž

Vede tudy jednokolejná železniční trať č. 906.

## Místní části
- Althütte
- Altposchingerhütte
- Flanitz
- Flanitzalm
- Flanitzmühle
- Glaserhäuser
- Lüftenegg
- Oberfrauenau
- Oberlüftenegg
- Reifberg
- Schachten
- Zell
- Zwieselau